# BlowOut
BlowOut est un jeu vidéo de type run and gun développé par Terminal Reality et édité par Majesco Entertainment, sorti en 2003 sur Windows, GameCube, PlayStation 2 et Xbox.

## Accueil
- IGN : 6,5/10[1]